# Calamochrous
Calamochrous é um gênero de mariposa pertencente à família Crambidae.